# ویسوکی ویزد (ناحیه بنشوف)
ویسوکی ویزد (ناحیه بنشوف) (به چکی: Vysoký Újezd) یک منطقهٔ مسکونی در جمهوری چک است که در ناحیه بنشوو واقع شده‌است.